# Levski Ridge
Levski Ridge är en bergstopp i Antarktis. Den ligger i Sydshetlandsöarna. Argentina, Chile och Storbritannien gör anspråk på området. Toppen på Levski Ridge är 774 meter över havet.
Terrängen runt Levski Ridge är kuperad åt nordost, men åt sydväst är den bergig. Havet är nära Levski Ridge åt sydost. Trakten är glest befolkad. Närmaste befolkade plats är St. Kliment Ohridski Base, 15,6 kilometer väster om Levski Ridge. 